# Boys for Pele
Boys for Pele (Băieți pentru Pele) este al treilea album al cântăreței americane Tori Amos.

## Tracklist
1. Beauty Queen/Horses
2. Blood Roses (Trandafirii sângelui)
3. Father Lucifer (Tată Luceafăr)
4. Professional Widow (Văduva profesională)
5. Professional Widow (Armand’s Star Trunk Funkin’ Mix)
6. Mr Zebra (Domnul Zebra)
7. Marianne
8. Caught A Lite Sneeze
9. Muhammad My Friend (Muhammad, prietenule meu)
10. Hey Jupiter (Hei, Jupiter)
11. Way Down
12. Little Amsterdam (Amsterdam mic)
13. Talula (The Tornado Mix)
14. Not The Red Baron (Nu Roșul Baron)
15. Agent Orange
16. Doughnut Song
17. In The Springtime Of His Voodoo (În timpul al primăverii a voodoo lui)
18. Putting The Damage On
19. Twinkle